# Patricia Tuckwell
Pour les articles homonymes, voir Tuckwell.
Patricia Elizabeth Tuckwell, Comtesse de Harewood, (24 novembre 1926 – 4 mai 2018), est un mannequin et une violoniste britannique d'origine australienne. Elle est la veuve de George Lascelles, 7e comte de Harewood, cousin germain d'Élisabeth II.

## Début de carrière
Patricia Elizabeth Tuckwell est née à Melbourne, fille de Charles Tuckwell, organiste, et de son épouse Elizabeth, et une sœur aînée de Barry Tuckwell.
Après des études dans le privé, elle poursuit une carrière dans la musique, comme violoniste de l'Orchestre symphonique de Sydney.
Elle est également un modèle de mode et le mannequin préféré de Athol Shmith, qui devient son premier mari. Alors qu'ils sont mariés, Patricia pose souvent pour lui, sous le nom de Bambi Smith. En 1951, elle est l'une des fondatrices de l'Association des mannequins de Victoria,. Après l'ouverture de la première station de télévision de Melbourne, VHS-7, le 4 novembre 1956, elle participe à un certain nombre de programmes, notamment la Beauté, c'est Mon affaire, qu'elle coprésente avec Mary Parker.

## Vie personnelle
Le 7 juillet 1948, elle épouse Athol Shmith à Melbourne, et ils ont un fils, Michael, né en 1949, maintenant journaliste pour The Age. Le couple divorce en 1957.
Elle épouse George Lascelles, 7e comte de Harewood, le 31 juillet 1967 à New Canaan, dans le Connecticut (États-Unis). Le couple s'est rencontré en Italie en 1959.
Ils ont un fils, Mark, qui est né le 5 juillet 1964, alors que le comte est encore marié à sa première épouse, Marion Stein,.

## La comtesse de Harewood
Comme la comtesse de Harewood, elle aide à gérer Harewood House dans le Yorkshire, en le développant comme un centre pour la conservation des oiseaux, en faisant une attraction pour les visiteurs.
Elle est la patronne de l'association de la maladie de Huntington. Elle est patronne du club de Leeds United de 2011 à 2017, puis elle est nommée présidente d'honneur du club. Son mari a été président de Leeds United de 1961 jusqu'à sa mort.
La comtesse est morte à Harewood House le 4 mai 2018.